# Fyns Amtsråd 1994-1997
Liste over medlemmer af amtsrådet i Fyns Amt, indvalgt ved amtsrådsvalget 16. november 1993:

## Mandatfordeling
- Socialdemokratiet: 13 mandater
- Radikale Venstre: 2 mandater
- Det Konservative Folkeparti: 4 mandater
- Socialistisk Folkeparti: 3 mandater
- Venstre: 9 mandater
- Fremskridtspartiet: 1 mandat

## Styrelsen
| Embede                                                             | Navn             | Parti                       |
| ------------------------------------------------------------------ | ---------------- | --------------------------- |
| Amtsborgmester                                                     | Karen Nøhr       | Radikale Venstre            |
| 1. viceamtsborgmester                                              | Jan Boye         | Det Konservative Folkeparti |
| 2. viceamtsborgmester                                              | Carl Erik Jensen | Socialdemokratiet           |
| Formand for institutionsudvalget                                   | Ib Dalsfledt     | Fremskridtspartiet          |
| Formand for regionsudvalget                                        | Carsten Abild    | Venstre                     |
| Formand for udviklingsudvalget for social- og undervisningsområdet | Henning Andersen | Det Konservative Folkeparti |
| Formand for udviklingsudvalget for sundhedsområdet                 | Ester Larsen     | Venstre                     |

## Valgte medlemmer
| Medlem                | Parti                       |
| --------------------- | --------------------------- |
| Carsten Abild         | Venstre                     |
| Henning Andersen      | Det Konservative Folkeparti |
| Jan Boye              | Det Konservative Folkeparti |
| Ib Dalsfledt          | Fremskridtspartiet          |
| Lykke Debuis          | Socialistisk Folkeparti     |
| Margit Eckhardt       | Socialdemokratiet           |
| Jens Peter Fisker     | Socialdemokratiet           |
| Ib Haahr              | Venstre                     |
| Ejvind Hansen         | Socialdemokratiet           |
| Jens Arne Hansen      | Socialdemokratiet           |
| Poul Erik Hansen      | Socialdemokratiet           |
| Birgit Jensen         | Radikale Venstre            |
| Carl Erik Jensen      | Socialdemokratiet           |
| Jørn Ole Jensen       | Socialdemokratiet           |
| Erling Justesen       | Det Konservative Folkeparti |
| Else Knudsen          | Socialdemokratiet           |
| Kai Kristiansen       | Venstre                     |
| Ester Larsen          | Venstre                     |
| Hanne Larsen          | Venstre                     |
| Bo Libergren          | Venstre                     |
| Holger Lomholt        | Socialistisk Folkeparti     |
| Gunnar Lorentsen      | Venstre                     |
| Ib Madsen             | Socialdemokratiet           |
| Karen Nøhr            | Radikale Venstre            |
| Inga-Britt Olsen      | Socialistisk Folkeparti     |
| Ingerlise Paustian    | Socialdemokratiet           |
| Klaus Jørgen Pedersen | Venstre                     |
| Ib Spanggaard         | Det Konservative Folkeparti |
| Hanne Staff           | Venstre                     |
| Poul Erik Svendsen    | Socialdemokratiet           |
| Inge Thorup           | Socialdemokratiet           |